# Кипарисові
Кипари́сові (Cupressaceae, кипарисува́ті) — родина хвойних вічнозелених чагарників та дерев, до якої належать кипарис, ялівець, китайська туя, туя та ін. Згідно з Plants of the World Online родина містить 30 родів і 164 види, поширених в усьому світі. Представники родини Cupressaceae відомі з тріасового періоду.

## Опис
Листя супротивне або в кільцях по 3, лускоподібне або голкоподібне.
Колоски пиляків невеликі, переважно не верхівках коротких пагонів. Пилок без повітряних мішків, борозен і пір.
Шишки дерев'янисті, рідше (в ялівцю) ягодоподібні; насінні луски щитоподібні, зростаються з покривною лускою, прилягають одна до одної, пізніше розходяться, прикріпляються на ніжках (у кипариса та ін.) або плоскі і сплощення, черепитчато що налягають і створкоподібно прилеглі одна до одної, такі, що пізніше відгинаються (в лібоцедруса, мікробіоти і ін.).

## Поширення
Це найпоширеніша серед усіх родин голонасінних, росте в різних середовищах існування, на всіх континентах, крім Антарктиди, але всі роди, крім Juniperus, мають дуже обмежене поширення, з великою кількістю локалізованих, рідкісних і загрожених таксонів. Велика частина родової різноманітності перебуває в південній півкулі, але найбільший рід, ялівець, є переважно північно-помірним.

## Роди
підродина Athrotaxidoideae
- Athrotaxis

підродина Cunninghamioideae
- Cunninghamia

підродина Callitroideae
- Actinostrobus
- Austrocedrus — Австроцедрус
- Callitris
- Diselma
- Fitzroya — Фіцроя
- Libocedrus — Лібоцедрус
- Neocallitropsis
- Papuacedrus ** (Libocedrus)
- Pilgerodendron ** (Libocedrus)
- Widdringtonia

підродина Cupressoideae
- Callitropsis
- Calocedrus — Калоцедрус
- Chamaecyparis — Кипарисовик
- Cupressus — Кипарис
- Fokienia
- Hesperocyparis
- Juniperus — Ялівець
- Microbiota — Мікробіота
- Platycladus — Широкогілочник
- Tetraclinis
- Thuja — Туя
- Thujopsis — Туєвик
- Xanthocyparis

підродина Sequoioideae
- Metasequoia — Метасеквоя
- Sequoia — Секвоя
- Sequoiadendron — Секвоядендрон

підродина Taiwanioideae
- Taiwania

підродина Taxodioideae
- Cryptomeria — Криптомерія
- Glyptostrobus
- Taxodium — Таксодіум
- Роди Incertae sedis:
  - †Mesocyparis
  - †Cunninghamites

## Практичне використання
У садах і парках є багато орнаментальних видів, наприклад, кипарис, ялівець, туя, мікробіота.
Деревину багатьох видів використовують у виробництві меблів, столярних і токарних виробів, деревину деяких яловців — у виробництві оболонок олівців.

## Рекорди
Найвищі дерева родини з виду Sequoia sempervirens сягають понад 110 м висоти. Деякі дерева видів Fitzroya cupressoides і Sequoiadendron giganteum живуть понад 3000 років.